# Denovo
I Denovo sono stati un gruppo musicale italiano rock fondato a Catania nel 1982.  Il nome del gruppo, suggerito da Luca Madonia ripreso dal nome di un modello di pneumatico della Dunlop, fu scelto soltanto per il suono accattivante.

## Storia del gruppo

### Gli inizi (1982-1985)
La storia dei Denovo comincia nella Catania dei primissimi anni ottanta ed è infatti nel 1982 che la band assume definitivamente la formazione tipo: Mario Venuti (chitarre, sax e voce), Toni Carbone (basso) e i fratelli Luca (chitarre e voce) e Gabriele Madonia (batteria), sostituito per un breve periodo da Raffaele Fazio nel 1988.
Il sound dei Denovo è condizionato dai gusti dei componenti; i primi esperimenti musicali hanno il sapore di XTC e Police ma anche di Talking Heads e B-52s; il gruppo risente soprattutto della forte influenza dei Beatles, forse il più forte anello di congiunzione culturale tra i quattro. E, come i loro maestri Lennon e McCartney, anche Venuti e Madonia si dividono equamente la creazione dei brani dei Denovo. Nel 1982, partecipano al concorso Il rock italiano mette i denti e raggiungono la finale nazionale piazzandosi al secondo posto dietro un altro gruppo, gli allora sconosciuti Litfiba.
La prima incisione ufficiale della formazione è un EP del 1984 inciso per l'etichetta Suono Records di Tony Tasinato (che lo produce) dal titolo Niente insetti Su Wilma, contenente 4 brani (due scritti da Venuti e due da Madonia) che riscuotono un discreto successo e fanno guadagnare al gruppo le prime attenzioni da parte della stampa specializzata. Pubblicato in poche copie, il disco è oggi un oggetto da collezione.

### I primi album e i primi successi (1985-1989)
A metà degli anni ottanta i Denovo sono famosissimi in Sicilia e il loro nome comincia a circolare anche oltre lo Stretto. Nel 1985 pubblicano con l'etichetta fiorentina Kindergarten il loro primo album, Unicanisai, che riceve diverse recensioni positive e dal quale viene tratto il primo videoclip della band, Animale.
I due dischi dimostrano una inarrestabile creatività ed una pregevole maturazione del sound della band: la critica conferma gli apprezzamenti e la loro fama si diffonde ormai in tutto lo stivale, e le radio dell'epoca trasmettono di frequente i brani estratti da questi album.
I quattro vengono notati dall'orecchio di talent-scout di Renzo Arbore che nel 1985, in seguito all'invio di una "demo", li invita alla trasmissione   Quelli della notte, nel corso della quale presentano dal vivo il brano Animale. Arbore li invito la sera dopo suonando il pezzo  Niente insetti su Wilma Successivamente i Denovo vengono invitati ad esibirsi per un'intera settimana all'interno della storica trasmissione televisiva DOC. Di quella esperienza resta una videocassetta, edita dalla Fonit Cetra Video, contenente un'esibizione live di Grida (esistono anche registrazioni audio non ufficiali di una esecuzione live, in questa sede, del brano Niente Insetti su Wilma).
A distanza di due anni da Unicanisai, nel 1987, arriva Persuasione (quest'ultimo contiene una moderna versione di Come Together, doveroso omaggio agli adorati Beatles). Nello stesso anno conquistano l'accesso alle finali di "Sanremo Rock" e, in diretta dal PalaRock, all'interno dell'edizione di quell'anno del Festival della canzone italiana, eseguono Non C'è Nessuno.
È la consacrazione definitiva: i Denovo attirano l'interesse della Polygram che decide di incidere il loro album successivo, Così Fan Tutti,  e di farli partecipare alla 38ª edizione del Festival di Sanremo del 1988, questa volta nella gara ufficiale. La scelta del brano da portare sul palco dell'Ariston ricade su Ma Che Idea, pezzo che li farà classificare ventiquattresimi su ventisei partecipanti. L'album Così Fan Tutti contiene il brano Un fuoco, con il quale il gruppo partecipa al Festivalbar, una delle perle dei Denovo ancora oggi immancabile nelle performance dal vivo di Venuti.
Il 1988 vede l'ingresso nel gruppo di Dino Scuderi, tastierista e che successivamente si dedicherà maggiormente al teatro, dirigendo tra gli altri Jesus Christ Superstar e componendo il musical Salvatore Giuliano. Dino Scuderi compare nel retro di copertina di Così Fan Tutti ed è coautore, insieme a Venuti, del brano Sciabalò. La permanenza nel gruppo, ufficiale o no che sia, durerà circa due anni.
Nel 1988 i Denovo hanno partecipato in veste di attori al thriller Delitto in rock, giallo-quiz diretto da Luigi Cozzi per la serie TV Turno di notte all'interno dello show Giallo condotto da Enzo Tortora.

### L'epilogo (1989-1997)
Nel 1989 esce l'ultimo album, Venuti dalle Madonie a cercar carbone (il titolo gioca con i cognomi dei membri del gruppo) con la produzione artistica di Franco Battiato. Voci di corridoio attribuiscono a lui l'incipit del brano Mi viene un brivido, orecchiabile e divertente, che veicola il disco in tutte le radio del periodo. Oltre a Mi viene un brivido sicuramente il più immediato, l'album contiene altri pregevoli brani tra i quali la dolcissima I Promessi Sposi e l'intensa Buon umore, che compare anche in un singolo del solista Luca Madonia. 
Nel 1990 Mario Venuti e Luca Madonia, in occasione del XXXI ciclo di spettacoli classici del Teatro greco di Siracusa, hanno fatto parte del coro de "I Persiani" di Eschilo, le cui musiche sono state composte da Franco Battiato e Giusto Pio; nello stesso spettacolo, Toni Carbone si occupava della parte tecnica.
Il gruppo si scioglie nel 1990 ma Mario Venuti e Luca Madonia continuano la carriera artistica come solisti, mentre Toni Carbone ha una intensa attività nel mondo musicale come produttore.
Nel 1997 i Denovo si riuniscono per un breve tour di quattro date entro i confini siciliani. I quattro concerti ottengono il "tutto esaurito".

### Ritorno di fiamma (1997-2005)
A distanza di molti anni dall'uscita del loro ultimo lavoro, i Denovo sono ancora ricordati come uno dei gruppi rivoluzionari nella musica pop italiana. Alcuni esperti del settore continuano a scoprire molte similitudini con gruppi e artisti nati molti anni dopo. La storia dei Denovo, la loro inarrestabile ascesa e la loro inesorabile fine hanno ispirato anche un libro, Tempi di libero rock, scritto dal giornalista Jonathan Giustini per la Arcana.
Il libro ripercorre, attraverso la storia dei Denovo, dei suoi protagonisti e dei suoi comprimari, la storia culturale di un'intera città, Catania, che proprio grazie ai Denovo e al percorso da loro avviato è diventata la capitale musicale italiana, tanto da meritarsi l'appellativo di Seattle d'Italia, una città che nel giro di pochi anni ha sfornato talenti come Carmen Consoli (legata a doppio filo con i Denovo), Roy Paci, Moltheni, Boppin' Kids e molti altri. Il libro contiene una vera chicca per i fan, un CD live intitolato semplicemente Denovo live, rara testimonianza dell'attività dal vivo dei Denovo, registrato durante le tappe del mini-tour del 1997. La presentazione del libro crea l'occasione per due momenti straordinari: a Roma, nello stupendo scenario di Villa Celimontana, e a Siracusa, Mario Venuti, Luca Madonia e Toni Carbone salgono insieme sul palco e, anche se per poco, ancora una volta fanno rivivere il mito dei Denovo.
Sulla scia di questa rivalutazione dei Denovo e per venire incontro alle mai interrotte richieste di tantissimi appassionati, sono stati ristampati in CD Così Fan Tutti e Venuti Dalle Madonie a Cercar Carbone.
Sul finire del 2005 poi, anche Unicanisai e Persuasione sono stati riproposti in CD (in particolare, per Unicanisai si tratta della prima pubblicazione in digitale) in un prezioso box doppio su etichetta CNI.
A Sanremo 2008 i Denovo si riuniscono, anche se solo per una serata, accompagnando Mario Venuti nell'esecuzione del brano A ferro e fuoco.

### Il trentennale (2013-2014)
Nel 1983 i Denovo registrarono i loro primi pezzi, nel Gas Studio di Firenze, sotto la guida del produttore Francesco Fracassi: durante quelle sessioni furono registrati 12 pezzi. Soltanto 3, però, trovarono posto nell'EP che venne pubblicato nel 1984, Niente insetti su Wilma. Le restanti tracce vennero messe da parte in attesa di essere incise in seguito; invece, vennero completamente dimenticate. Nel 2013, riordinando una cantina, Fracassi ritrovò le pizze multitraccia con tutte le registrazioni effettuate nel 1983. Nessuno più ricordava che esistessero. Stupiti, ma soprattutto entusiasti per il ritrovamento, e cogliendo anche l'occasione del trentennale dell'uscita di quell'EP, Fracassi e i Denovo decisero di pubblicare finalmente tutti i brani rimasti inediti per 30 anni. Le registrazioni originali vennero restaurate e mixate da Cristiano Verardo al Waterland Studio di Venezia, con l'aggiunta di alcuni contributi di William Bottin al sintetizzatore e Leo di Angilla alle percussioni.
Il 19 aprile 2014, in concomitanza con il Record Store Day, viene pubblicato il vinile (in edizione limitata e numerata)  Kamikaze Bohemien che segna il ritorno sulle scene discografiche della band catanese a distanza di 25 anni dall'ultima pubblicazione (il CD viene invece messo in vendita il 15 maggio dello stesso anno).

## Formazione
- Luca Madonia - voce, chitarre, tastiere (1982-1990)
- Mario Venuti - voce, chitarre, tastiere, fiati (1982-1990)
- Toni Carbone - basso (1982-1990)
- Gabriele Madonia - batteria (1982-1988, 1989-1990)

## Musicisti aggiunti
- Dino Scuderi - tastiere (dal 1988  al 1990)
- Raffaele Fazio - batteria (1988-1989)

## Discografia

### Album
- 1984 - Niente insetti su Wilma (EP) (Suono Records)
- 1985 - Unicanisai (Kindergarten Records)
- 1987 - Persuasione (Kindergarten Records)
- 1988 - Così fan tutti (Polygram)
- 1989 - Venuti dalle Madonie a cercar Carbone (Polygram)
- 2014 - Kamikaze Bohemien (ViceVersa Records) - registrazioni del 1983

### Live
- 2004 - Denovo Live (Arcana Records) - abbinamento editoriale al libro: Tempi di libero rock

### Cofanetti
- 2005 - Denovo (Universal) - box doppio contenente Unicanisai e Persuasione

### Singoli
- 1987 - Non c'è nessuno/Persuasione (Kindergarten Records)
- 1988 - Ma che idea/Non esco più (Polygram)
- 1989 - Buonumore/Non c'è più posto in paradiso (Polygram)
- 1990 - Mi viene un brivido/Non ti mettere in nero (Polygram)

### Videoclip
- Animale
- Come together (live)
- Ma che idea
- Un fuoco
- Il nuovo re
- Buonumore
- Mi viene un brivido